# Luc Magon de la Blinaye
Luc Magon de La Blinaye (Saint-Malo 15 mars 1715 exécuté à Paris le 19 juillet 1794) membre de la famille Magon, est un armateur et financier français.

## Biographie
Luc Magon est le fils cadet de Luc Magon de La Balue. Il prend le nom d'une propriété métairie de la Blinaye ou Blinais transmise en dot de sa mère Hélène Porée (fille de Charles Porée de La Touche et nièce d'Alain Porée). Armateur et financier à Saint-Malo, il reste quelque peu dans l'ombre de son frère aîné Jean-Baptiste Magon de La Balue comme négociant à Cadix de 1733 à 1750 puis à Saint-Malo, fermier général et « lieutenant des maréchaux de France » à Dinan.
Au début de la Révolution française, il est commandant de la garde Nationale de Saint-Malo. Soupçonné d' « intelligence avec l'Angleterre », il est arrêté à Cancale avec son commis Christophe Gardy. Il est impliqué comme son frère et leur cousin Érasme Magon de La Lande dans la « Conspiration  Magon ». Un rapport adressé à la Convention Nationale détaille les saisies effectuées chez lui : 700 louis, 21 sacs de 1 200 francs, 130 marcs de vaisselle en argent massif « enfouis sous terre »… Sa fortune, qui était estimée à 2 millions, est peut-être la cause de son arrestation, mais les membres du Tribunal révolutionnaire arguèrent du fait que son frère aîné avait effectivement transmis 600 000 livres au comte d'Artois réfugié à Coblenz : ils furent sans pitié. Il est conduit à Paris en janvier 1794 par des commissaires du Comité de sûreté générale qui emportent avec eux 7 des 21 sacs, 25 louis et la vaisselle ; par ailleurs, 224 700 francs sont déposés à la Caisse de la Marine.
Condamné à mort, il est exécuté le 1er thermidor an II (19 juillet 1794) avec plusieurs autres membres de sa famille. Luc Magon de La Blinaye meurt célibataire.

## Sources
- Barthélemy-Amédée Pocquet du Haut-Jussé  « Fénéaux et Coulonghon, commissaires du comité de sûreté générale en mission en Bretagne et en Normandie (1793) ». Dans: Annales de Bretagne. Tome 79, numéro 2, 1972. p.  455-471.
- Ernest Le Barzic À Saint-Malo les Magons Édition réimprimée Découvrance, 1974  (ISBN 9782842652029).
- Karine Audran. « L'accusation d'émigration des négociants malouins : une justification abusive de la politique terroriste à Saint-Malo ». Dans: Annales historiques de la Révolution française. no 345, 2006. p.  31-53